# Камерный оркестр имени Сука
Камерный оркестр имени Сука (чеш. Sukův komorní orchestr) — чешский камерный оркестр, основанный в 1974 году скрипачом Йозефом Суком и названный в честь его деда, композитора Йозефа Сука. Оркестр выступает без дирижёра; Сук-младший оставался его художественным руководителем до 2000 года, затем его сменил на этом посту концертмейстер оркестра Мартин Кос.
Специальностью оркестра является чешская музыка разных эпох, от барокко и раннего классицизма (Франц Ксавер Рихтер, Ян Крштител Ваньхаль) до наших дней. Кроме того, с 2000 года чешский коллектив является базовым оркестром Моцартовского фестиваля в Аугсбурге. Гастрольные маршруты Оркестра имени Сука пролегают по всему миру — в частности, это первый чешский музыкальный коллектив, побывавший на Филиппинах.